# Операнд
Опера́нд (лат. operandum, от ореrоr — работаю, действую) в математике и в языках программирования ― аргумент операции; данные, которые обрабатываются командой; математическое выражение, задающее значение аргумента операции. Иногда операндом называют место, позицию в тексте, где должен стоять аргумент операции.
В зависимости от положения знака операции различают префиксные (напр., {\displaystyle \sin x} (x — операнд)), инфиксные (например, {\displaystyle a+b} (a, b — операнды)) и постфиксные. В зависимости от числа операндов различают арность операции: одноместные (унарные, или монадические) операции (например, {\displaystyle -a}); двуместные (бинарные, диадические) операции ({\displaystyle a+b}); многоместные (или полиадические) операции.
В связи с различением операнда-позиции и операнда как фактического аргумента возникает понятие приведения операнда к виду, требуемому операцией. Например, если действительный аргумент находится в позиции целого операнда, правила языка могут подразумевать тот или иной способ округления действительного числа до подходящего целого. Другим примером приведения является изменение формы представления объекта, например скаляр приводится к вектору, состоящему из одной компоненты.

## Пример
Следующее арифметическое выражение показывает пример операторов и операндов:

#### 3 + 6 = 9
В приведённом выше примере «+» — это символ операции сложения.
Операнд «3» — это один из входов (количеств), за которым следует оператор сложения, а операнд «6» — это другой вход, необходимый для операции.
Результат операции равен 9. (Число «9» также называется суммой остатка 3 и сложения 6)
Таким образом, операнд также называют «одним из входов (величин) для операции».

## Обозначение

### Выражения как операнды
Операнды могут быть сложными и могут состоять из выражений, также состоящих из операторов с операндами.

#### (3+5) х 2
В приведённом выше выражении «(3 + 5)» — это первый операнд оператора умножения, а «2» — второй. Операнд «(3 + 5)» сам по себе является выражением, которое содержит оператор сложения с операндами «3» и «5».

### Порядок действий
См. Также: Порядок действий. Правила приоритета влияют на то, какие значения образуют операнды для каких операторов:

#### 3+5 х 2
В приведённом выше выражении оператор умножения имеет более высокий приоритет, чем оператор сложения, поэтому оператор умножения имеет операнды «5» и «2». Оператор сложения имеет операнды «3» и «5 × 2»